# Pani Branican
Pani Branican (fr. Mistress Branican 1891) – dwutomowa powieść Juliusza Verne’a z cyklu Niezwykłe podróże. 
Po raz pierwszy po polsku wydana w 2016 w przekładzie Andrzeja Zydorczaka.